# 北部観光バス
株式会社北部観光バス（ほくぶかんこうバス）は、沖縄県名護市に本社を置き、バス事業を営むバス会社である。
後述するように一時期貸切専業となっていたが、沖縄エアポートシャトル運行開始に伴い乗合バス事業を再開。過去には名護市で2002年12月から3か月間実施したデマンドバスを運行していたほか、琉球バス交通、沖縄バス、那覇バス、東陽バスとともに、那覇空港リムジンバスを運行していた。
女性の運転手と男性のバスガイドのコンビのいる会社として新聞に取り上げられたことがある。
2023年10月2日　本社を東京都北区に置く東京バス株式会社の完全子会社になる。また全国に貸切バス，乗合バス事業を展開する東京大阪バスグループの一員になった。

## 沿革
- 1988年3月1日 - 会社設立。新規参入規制のため営業は行えず。
- 1997年12月18日 - 新規参入規制の緩和により営業免許（一般貸切旅客自動車運送事業免許）取得[2][3]。
- 1998年4月15日 - 営業開始。
- 2000年10月 - 同社初の女性運転手を採用。
- 2002年5月16日 - 一般乗合旅客自動車運送事業の許可を取得[3]。のちに空港リムジンバス運行へ参入。
- 2002年12月24日 - デマンドバス実証実験の運行を開始（2003年2月末まで）[4]。
- 2007年9月30日 - 2007年の空港リムジンバスの運行を終了。2008年より空港リムジンバスの運行から撤退したため、事実上これが最後の運行となった。
- 2018年3月9日 - JTB沖縄と共同で沖縄エアポートシャトル有限責任事業組合を設立。
- 2018年5月23日 - 沖縄エアポートシャトル有限責任事業組合が、那覇空港 - 本部町間に沖縄エアポートシャトルの運行を開始。
- 2023年10月2日 - 東京バスグループの傘下になる。

## バスの種類
- 中二階（55席） 2台
- 大型（55席） 6台
- 大型（60席） 30台
- 中型（40席） 2台
- 小型（25席） 5台

東京大阪バスグループ傘下入り後、順次車体に「TOKYO OSAKA BUS GROUP」の表記と車体に描かれたイルカと手を繋ぐバスゴリのイラストが追加されている。

## 乗合バス
- 沖縄エアポートシャトル - JTB沖縄との共同出資による有限責任事業組合「沖縄エアポートシャトル有限責任事業組合」による運行。那覇空港 - 備瀬フクギ並木入り口間を運行しており、備瀬フクギ並木入り口行をリゾートライナー、那覇空港行をエアポートライナーと称している。

以下の路線はすべて運行終了しており、乗合バス事業の許可も消滅している。
- 名護市内デマンドバス - 名護市と沖縄総合事務局が2002年12月24日から2003年2月28日まで実施した社会実験「名護市コミュニティーバスにおけるデマンドシステムの導入」における運行事業者として運行。名護市民会館を拠点にした市街地東・市街地西・辺野古の3路線。市街地路線では停留所の押しボタン、辺野古路線では電話連絡による方式であった。
- 那覇空港リムジンバス - 3月18日から9月30日の期間限定で運行していた。「クイナ号」（現在は廃止）の運行は北部観光バスのみが担当していた。
- 美ら海号 - 2006年・2007年の7月1日から9月30日まで運行。那覇市内の主要ホテルと名護パイナップルパーク、沖縄ロイヤルビューホテル（美ら海水族館入口）の間を運行していた[5]。